# HMAS Vampire (D11)
El HMAS Vampire fue uno de los tres destructores de la clase Daring construidos y operados por la Armada Real Australiana (RAN por sus siglas en inglés). El destructor fue construido por el astillero naval de Cockatoo Island (Nueva Gales del Sur) entre 1952 y 1959, entrando finalmente en servicio el 23 de junio de 1959.
El Vampire fue desplegado regularmente en el sudeste asiático durante su servicio. Fue asignado a la Reserva Estratégica del Lejano Oriente en cinco ocasiones, incluso durante la confrontación entre Indonesia y Malasia, y escoltó al transporte de tropas HMAS Sydney en seis de los veinticinco viajes de transporte de este último a Vietnam del Sur. En 1977, el destructor fue asignado para escoltar al yate real HMY Britannia durante la visita de la reina Isabel II y el príncipe Felipe a Australia. En 1980, el Vampire fue reclasificado como buque escuela. El buque causó baja el 13 de agosto de 1986 y quedó preservado en calidad de barco museo como parte del Museo Marítimo Nacional de Australia en Sídney, siendo el único de su clase que se conservó y el objeto más grande propiedad de un museo que se exhibe en Australia.

## Diseño
La Armada Real Australiana (RAN) ordenó inicialmente cuatro destructores de la clase Daring, que llevarían el nombre de los barcos de la "Flotilla de Chatarra" (Scrap Iron Flotilla en inglés) de la Segunda Guerra Mundial. Los barcos fueron modificados durante la construcción: la mayoría de los cambios se hicieron para mejorar la habitabilidad, incluida la instalación de aire acondicionado. El Vampire y sus barcos gemelos fueron los primeros barcos totalmente soldados que se construyeron en Australia.
La clase Daring tenía un desplazamiento estándar de 2.800 toneladas, que aumentaba a 3.600 toneladas a plena carga. El Vampire y sus gemelos tenían 120 m de eslora, con una manga de 13 m y un calado 3,89 m en promedio, y de 4,42 m a plena carga. Su sistema de propulsión consistía en dos calderas Foster Wheeler, que alimentaban dos turbinas de engranajes de English Electric, que proporcionaban 54.000 CV (40.000 kW) a dos ejes de hélices.
El Vampire podía navegar a más de 30 nudos, y tenía una autonomía de 3.700 millas náuticas a 20 nudos. La dotación estándar de este buque estaba formada por 20 oficiales y 300 marineros.

### Armamento
El armamento principal del Vampire consistía en seis cañones Mark V de 4,5 pulgadas (114 mm) montados en tres torretas gemelas Mark 6, dos a proa y una a popa. Su equipo antiaéreo consistía en seis cañones Bofors de 40 mm; dos montajes simples en la superestructura de proa y dos montajes gemelos en la superestructura de popa. Cuatro ametralladoras Browning de 12,7 mm fueron llevadas para complementar la defensa. Se instalaron cinco tubos lanzatorpedos de 21 pulgadas (533 mm) en una sola estructura Mark IV en la cubierta, entre las superestructuras de proa y popa. Para la guerra antisubmarina, montaba un mortero antisubmarino Limbo en la cubierta de popa, desplazado a babor. Los Bofors gemelos, el lanzatorpedos y el mortero Limbo fueron retirados durante varios reacondicionamientos. Un sistema de misiles Sea Cat fue instalado posteriormente.
El Vampire estaba equipado con un sonar de ataque Tipo 170, un sonar de búsqueda Tipo 174 y un sonar de detección de submarinos Tipo 185. Los directores originales de control de fuego eran un Flyplane 3 y un MRS 8. Estos fueron reemplazados durante el reacondicionamiento de 1970-71 con dos unidades M22. El radar de alerta aérea fue reemplazado por un radar de búsqueda aérea LW-02 durante la misma remodelación, y se instaló un radar de búsqueda y navegación de superficie 8gr-301A.

## Construcción
El Vampire fue puesto en grada en el astillero de Cockatoo Island en Sídney, Nueva Gales del Sur, el 1 de julio de 1952. El destructor fue botado el 27 de octubre de 1956 por la esposa del Gobernador General, William Slim. Fue completado el 22 de junio de 1959 y puesto en servicio en la RAN en Sídney un día después. Entre la puesta en grada y la finalización, el coste del barco aumentó de 2,6 a 7 millones de libras australianas (£A).

## Historial

### 1959–1970
Después de competir en pruebas de preparación y entrar en servicio activo, el Vampire se sometió a ejercicios de entrenamiento con buques de la RAN y la Armada Real Neozelandesa (RNZN) hasta principios de 1960. El Vampire fue enviado a la Reserva Estratégica del Lejano Oriente en marzo de 1960 y navegó a Singapur después de una breve visita a Nueva Zelanda. Regresó a Sídney en diciembre, y pasó por un reacondicionamiento hasta abril de 1961. El destructor fue galardonado con la Copa Gloucester de 1960, reconociéndolo como el barco más eficiente de la RAN. Tras el reacondicionamiento, el Vampire operó en aguas australianas, incluida la participación en el ejercicio de entrenamiento Tuckerbox en agosto, y luego regresó a Extremo Oriente en septiembre. El 1 de diciembre de 1961, un suboficial principal murió a bordo por enfermedad.

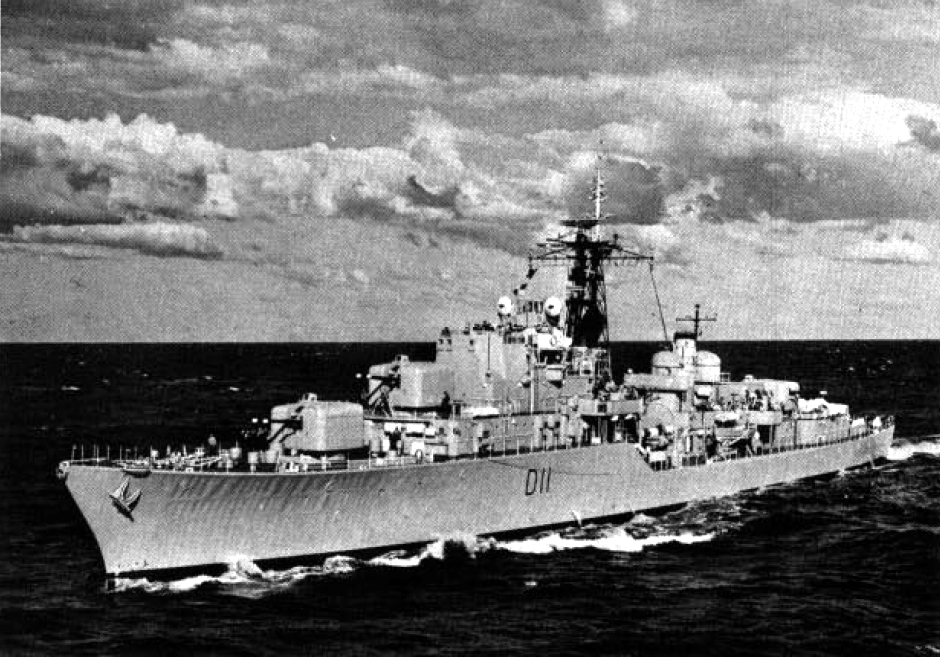
El HMAS Vampire (D11) en 1962

El destructor estuvo en Hong Kong por Navidad, y en enero de 1962 visitó Nha Trang y Saigón en Vietnam del Sur con el HMAS Quickmatch. El Vampire recibió la Copa Gloucester nuevamente en 1961. En los primeros meses de 1962, el buque participó en ejercicios de entrenamiento en el Mar de la China Meridional y en el Golfo de Bengala, antes de regresar a Australia el 7 de abril. El Vampire participó en el Ejercicio Tuckerbox II durante agosto y septiembre, y estuvo presente en Fremantle (Australia Occidental) durante noviembre para los Juegos de la Mancomunidad de 1962 en Perth.
El 31 de enero de 1963, el Vampire partió para su tercer despliegue en el FESR, que duró hasta finales de julio. Durante este tiempo, el destructor participó en el ejercicio Sea Serpent de la Organización del Tratado del Sudeste Asiático (SEATO). Después de regresar a Sídney, el Vampire fue ingresado en el astillero Garden Island para un reacondicionamiento, que concluyó en febrero de 1964. Durante el atraque, el barco fue galardonado con la Copa Gloucester de 1963; la tercera vez que el premio fue otorgado al buque. Después de las pruebas posteriores al reacondicionamiento, el Vampire navegó para su cuarto despliegue en Extremo Oriente en junio, y participó en el Ejercicio Litgas poco después de llegar a la zona de operaciones. Desde octubre hasta enero de 1965, el buque participó en la respuesta de la Commonwealth a la confrontación entre Indonesia y Malasia llevando a cabo patrullas alrededor de la península malaya para interceptar los buques contrabandistas en Malasia. El destructor permaneció en el sudeste asiático hasta enero de 1965, llegando a Sídney el 12 de febrero.
Después de un corto período de licencia y mantenimiento, el Vampire navegó nuevamente hacia Extremo Oriente en abril, ejercitándose con la fragata francesa Doudart de Lagree en ruta desde la Isla Manus a Manila. El Vampire escoltó al portaaviones HMAS Melbourne durante el ejercicio Seahorse de la SEATO. A principios de junio, el Vampire acompañó al transporte de tropas HMAS Sydney durante parte del primer viaje de transporte de este último a Vietnam. El quinto despliegue del buque en Extremo Oriente concluyó cuando llegó a Sídney el 22 de junio. El 20 de diciembre, las cenizas del vicealmirante Sir Hastings Harrington fueron esparcidas desde el Vampire frente a la costa de Sídney.
El Vampire fue enviado a su sexto despliegue en Extremo Oriente en marzo de 1966. A finales de abril, el Vampire fue retirado temporalmente del servicio de la Reserva Estratégica para escoltar al Sydney en su tercer viaje a Vietnam: el destructor regresó a Hong Kong el 9 de mayo. A finales de mayo y principios de junio, el Vampire participó en el ejercicio Sea Imp de la SEATO. El 10 de junio de 1966, el Vampire chocó con el buque mercante danés Emilie Maersk en el río Chao Phraya; el destructor sólo sufrió daños menores y fue reparado en Singapur. De julio a agosto, el destructor fue asignado a Tawau para proteger la región de la agresión indonesia durante la confrontación. La misión consistía principalmente en usar su radar para detectar buques que se acercaban y coordinar los esfuerzos de intercepción, aunque el Vampire fue llamado para proporcionar apoyo de fuego a las fuerzas terrestres de la Commonwealth en dos ocasiones. El barco regresó a Sídney el 13 de agosto.
El 4 de enero de 1967, el Vampire zarpó para su séptima gira FESR. El destructor prestó asistencia al carguero encallado Mata Thevi en febrero, y desde abril hasta mayo, acompañó al Sydney en el quinto y sexto viaje de transporte de tropas de este último. Durante el viaje de regreso a Australia a finales de agosto y principios de septiembre, el Vampire visitó puertos en Indonesia; la primera nave de la RAN en hacerlo después del final de la Confrontación. A su llegada a Sídney, el destructor fue sometido a un reacondicionamiento de seis meses. En julio de 1968, el Vampire y otros buques de la RAN participaron en ejercicios de entrenamiento con la Marina Real de Nueva Zelanda. El destructor visitó Indonesia nuevamente en septiembre, luego sirvió como buque de revisión durante una entrada ceremonial de la flota en el puerto de Sídney; para ello, armamento variado, incluida una de las tres torretas de 4,5 pulgadas, fueron retiradas temporalmente.
El 23 de marzo de 1969, el Vampire regresó a Extremo Oriente. El 14 de mayo de 1969, el destructor se encontró con el Sydney frente a Singapur y escoltó al buque de tropas a Vũng Tàu en el decimocuarto viaje del antiguo portaaviones a Vietnam. El destructor regresó a aguas australianas en octubre. El 16 de abril de 1970, el Vampire se unió a una flota de 45 buques de guerra de 13 naciones para realizar una entrada ceremonial en el puerto de Sídney como parte del primer bicentenario australiano, celebrando el descubrimiento y la reclamación de la costa este de Australia por James Cook.

### Reacondicionamiento (1970–1972)
En junio de 1970, el Vampire fue entregado al astillero naval de Williamstown para una modernización de 10 millones de dólares americanos. La modernización consistió en más de 2.000 actualizaciones y modificaciones. Se actualizó el conjunto de sensores, incluidos los sistemas de control de incendios, el radar aéreo y el radar de superficie. El armamento del destructor fue renovado, con las torretas principales reconstruidas y los Bofors reacondicionados, aunque se eliminó la montura de la penda de torpedos. La superestructura fue reconstruida, con el objetivo principal de cerrar el área del puente abierto, junto con la modernización de las cocinas del barco y la instalación de más aire acondicionado. Se instalaron mástiles y carenados de embudo rediseñados. El Vampire volvió al servicio activo el 4 de marzo de 1972.

### 1972–1986
En octubre de 1972, el Vampire fue desplegado en Singapur durante cuatro meses como parte de la fuerza ANZUK, siendo el primer destructor de la clase Daring asignado a la misma. Fue retirado temporalmente en noviembre para acompañar al portaaviones HMAS Sydney en su vigésimo quinto y último viaje a Vũng Tàu. El Vampire regresó a Sídney el 1 de marzo de 1973. En abril, el destructor navegó a Apia, Samoa Occidental, para el Foro del Pacífico Sur. En septiembre, el destructor formó parte de un ejercicio de entrenamiento multinacional frente a Nueva Zelanda, luego regresó a Sídney y estuvo presente en la inauguración de la Ópera de Sídney el 20 de octubre.
El Vampire comenzó 1974 participando en un ejercicio militar conjunto entre Australia e Indonesia, antes de navegar al Mar del Coral en junio para participar en el Ejercicio Kangaroo I. En septiembre de 1974, el barco entró en el astillero de Garden Island para un reacondicionamiento de ocho meses.
El 22 de agosto de 1975, el Vampire, el buque gemelo HMAS Vendetta y el buque de suministro HMAS Supply fueron desplegados preventivamente en Darwin tras las tensiones entre Indonesia y la antigua colonia portuguesa de Timor Oriental (que acabarían en la invasión indonesia en diciembre). Los barcos debían evacuar a los ciudadanos australianos y a los refugiados timorenses si era necesario, pero esto no se llevó a cabo. El 21 de septiembre, el destructor partió de Darwin para un despliegue de cinco meses en la Reserva Estratégica. Durante su quinto despliegue, que terminó con su regreso a Sídney el 18 de febrero de 1976, el Vampire se unió a ejercicios de entrenamiento con buques de la Armada de los Estados Unidos en el Mar de China y visitó dieciséis puertos en seis países con fines diplomáticos y de cortesía. El 31 de mayo de 1976, el Vampire y el destructor escolta HMAS Stuart partieron del puerto de Sídney hacia los Estados Unidos. Los dos barcos, junto con el destructor HMAS Hobart, visitaron puertos a lo largo de la costa oeste de los Estados Unidos como representantes de la RAN durante el Bicentenario de los Estados Unidos, con escalas en Long Beach y Seattle. El Vampire regresó a Sídney el 6 de agosto, pero partió siete días después para participar en ejercicios en el sudeste asiático.
Durante la visita de la reina Isabel II y el príncipe Felipe a Australia en marzo de 1977, el Vampire fue asignado como escolta al HMY Britannia. El Vampire se reunió con el Britannia el 11 de marzo y acompañó al yate real a Sídney, Melbourne, Adelaida y Fremantle. Entre abril y julio de 1977, el Vampire participó en dos misiones de rescate y tres ejercicios de entrenamiento de la flota. El 5 de septiembre, el Vampire dejó Sídney como "parte de la contribución de la RAN al Jubileo de Plata de la Reina Isabel". El destructor regresó el 18 de octubre. A finales de 1977, el Vampire participó en el Ejercicio Compass 77, que se mantuvo frente a Sri Lanka. El destructor participó principalmente en ejercicios de entrenamiento durante 1978 y 1979.
En abril de 1979, se anunció que el Vampire se convertiría en un buque escuela. Este reacondicionamiento se llevó a cabo del 21 de enero al 18 de abril de 1980, e incluyó la eliminación de los radares de control de tiro M22 del destructor, el radar de búsqueda aérea LW-02, el mortero antisubmarino Limbo y los montajes gemelos Bofors, y la instalación de un aula de entrenamiento donde anteriormente residía el Limbo. Después de la conversión, el Vampire fue asignado al escuadrón de entrenamiento de la RAN, donde se unió al HMAS Jervis Bay. El 13 de mayo, el Vampire y el Jervis Bay recibieron la orden de dirigirse a las Islas Salomón para observar el amerizaje del primer lanzamiento de prueba de misiles balísticos intercontinentales de China. El misil balístico intercontinental aterrizó al noroeste de Fiyi y fue observado tanto por los dos barcos australianos como por una flota de 18 buques de guerra de la Armada del Ejército Popular de Liberación. El 6 de noviembre de 1980, los dos barcos se unieron a los barcos patrulleros Aware y Ardent para realizar una entrada ceremonial en Darwin como parte de la Semana de la Marina de la ciudad.

## Baja del servicio y preservación

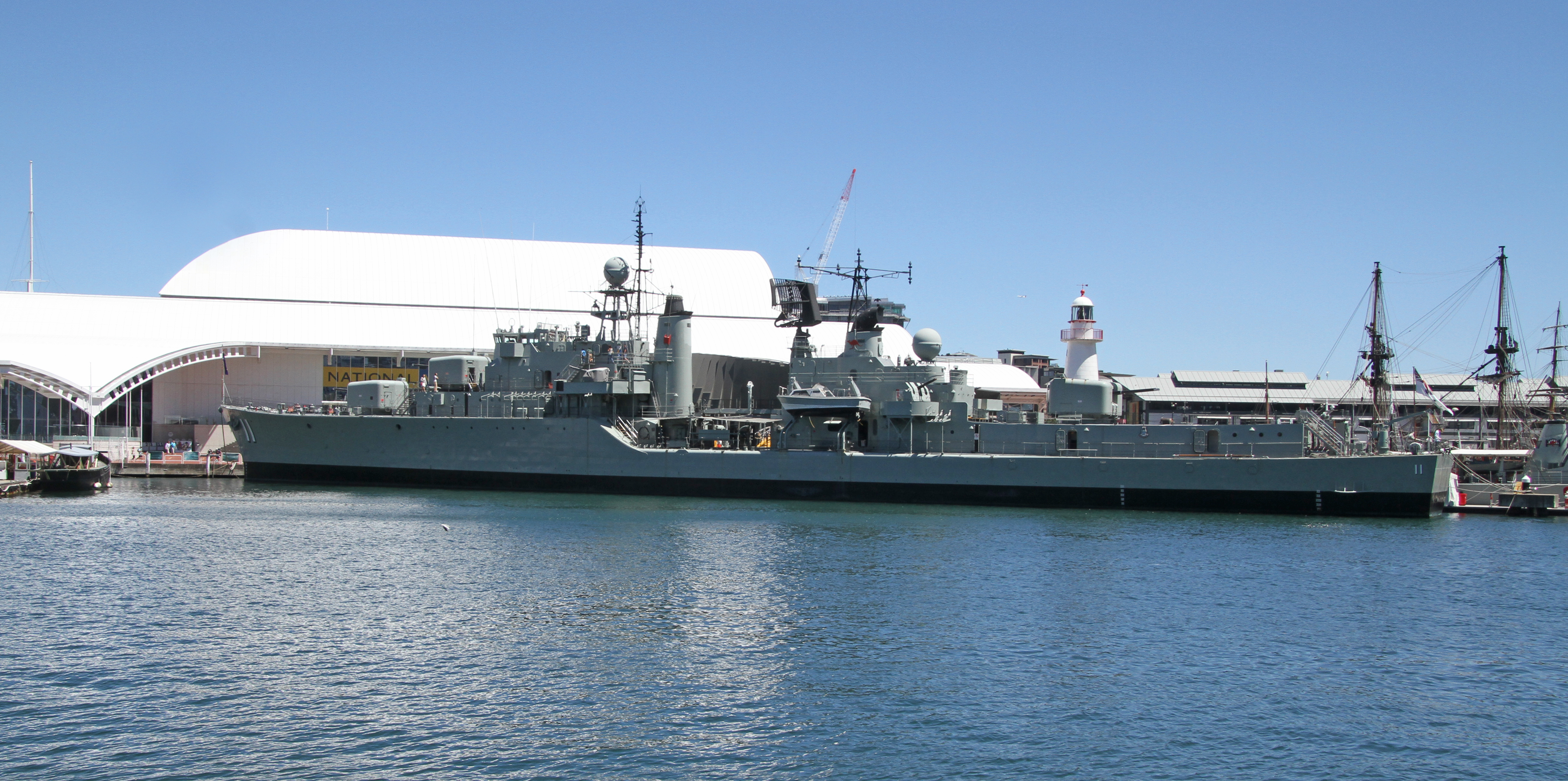
HMAS Vampire anclado.

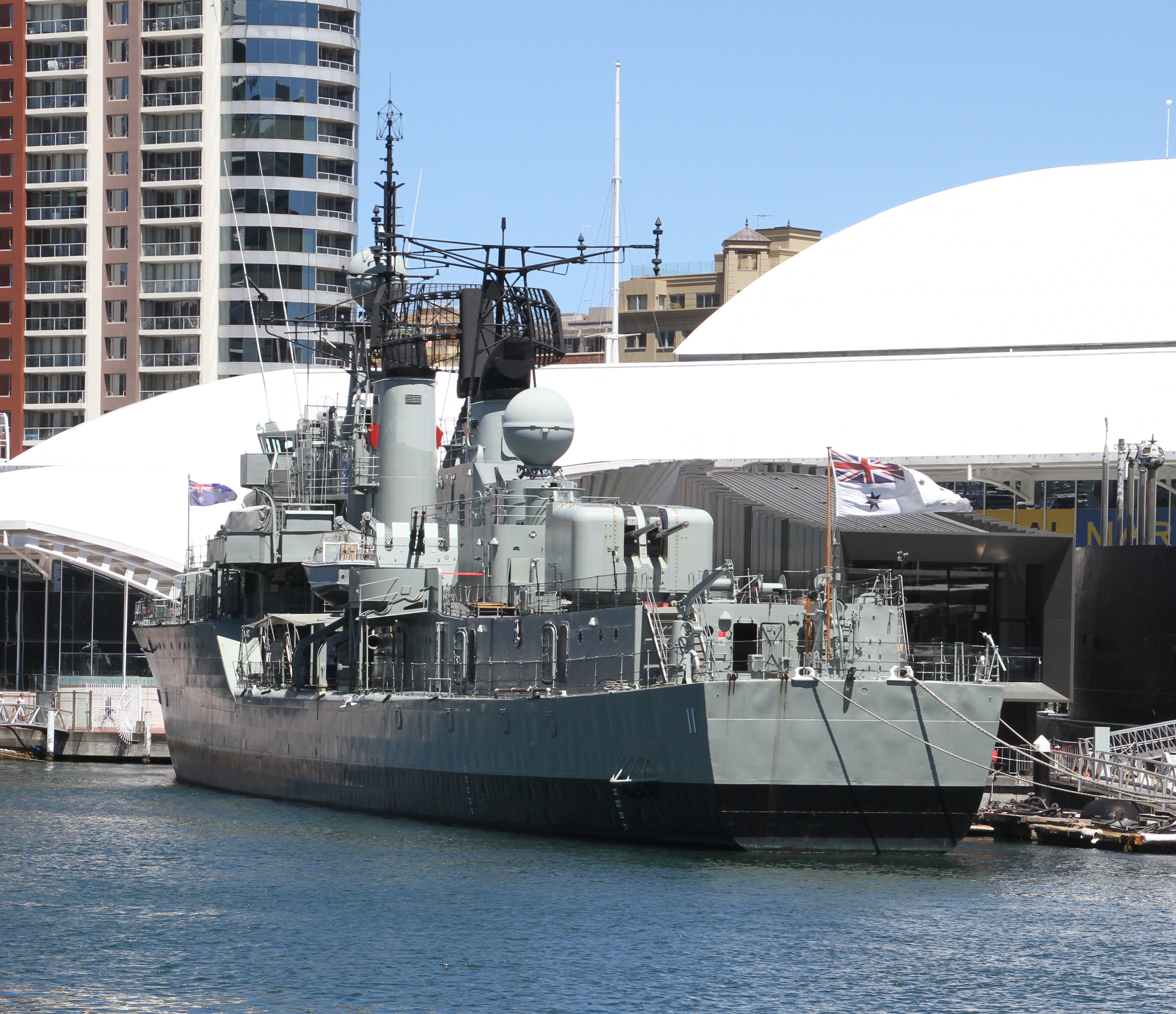
HMAS Vampire como buque museo.

El 25 de junio de 1986, el Vampire dejó el servicio activo. Fue dado de baja el 13 de agosto de 1986, después de haber pasado 27 años en servicio, viajando 808.026 millas náuticas (1.496.464 km). Más tarde fue presentado al Museo Marítimo Nacional de Australia para su preservación como buque museo: en préstamo de 1990 a 1997, y luego transferido directamente en 1997. El Vampire es la pieza de museo más grande que se exhibe en Australia. En 1991 el buque apareció en el programa de televisión infantil The Girl From Tomorrow Part II: Tomorrow's End. El buque también se utiliza para entrenar a los buzos de la RAN en la limpieza del casco. En 1994, dos monturas gemelas Bofors desactivadas fueron devueltas al destructor, reemplazando a las retiradas en 1980. El 9 de abril de 1997, se autorizó que el Vampire enarbolara el pabellón blanco australiano, a pesar de no ser un buque de guerra comisionado.
El destructor es remolcado a la base naval Kuttabul cada cinco años para su mantenimiento y limpieza. Durante un acoplamiento en octubre de 2006, se extendieron rumores entre el personal de la RAN de que el Vampire sería reacondicionado y devuelto al servicio activo. Durante el mismo reacondicionamiento, se produjo un incendio en la sala de calderas del barco. Nadie resultó herido y no se causaron daños irreparables.
Una revisión del sistema de honores de batalla de la RAN completada en marzo de 2009 honró al Vampire retroactivamente por su servicio en la Reserva Estratégica entre 1964 y 1966, el momento de la confrontación entre Indonesia y Malasia. Cualquier barco futuro denominado HMAS Vampire llevará el honor de batalla "Malasia 1964-66", además de los ganados por el HMAS Vampire anterior.
En noviembre de 2015, el buque de guerra fue trasladado a las nuevas "Estaciones de Acción" del Pabellón de Buques de Guerra en el Museo Marítimo Nacional de Australia junto con el submarino HMAS Onslow y el HMAS Advance.
En enero de 2023, el Vampire se trasladó al astillero Cockatoo Island para comenzar las reparaciones de su casco y otros componentes, con un coste de unos 3 millones de dólares.
A partir de abril de 2023, la sala de radio del Vampire alberga una estación de radioaficionado activa, operada por un grupo de aficionados locales. La estación opera bajo el indicativo de llamada de radio VK2VMP.